# Rio Novo (vattendrag i Brasilien, Mato Grosso do Sul, lat -19,47, long -57,57)
Rio Novo är ett vattendrag i Brasilien.   Det ligger i delstaten Mato Grosso do Sul, i den södra delen av landet, 1 100 km väster om huvudstaden Brasília.
Omgivningarna runt Rio Novo är huvudsakligen savann. Trakten runt Rio Novo är nära nog obefolkad, med mindre än två invånare per kvadratkilometer.